# 江門市婦幼保健院
江门市妇幼保健院，又名江门市儿童醫院，位于广东省江门市双龙大道星河路2号，是一家保健、醫療、科研、教學于一体的三级甲等专科医院。医院始建于1952年10月13日，是江门五邑地区的妇幼保健指导中心。
醫院于2021年度獲国家医疗健康信息互联互通标准化成熟度四级甲等一一即国家互联网医院测評。

## 歷史
1951年，江门市妇幼保健所成立，次年改组为江门市妇幼保健院，迁址永利街。1958年建立手术室。1964年的前11个月，门诊超6.6万人次，手术1830例；当年无痛分娩1026人，占比53.1%。1980年代被定为正科级单位。1990年代设立新生儿科，成为省级爱婴医院、二级甲等妇幼保健院。
2019年3月23日，选定为第一批国家分娩镇痛试点医院，全國共选定913家医院。
2020年12月17日，廣東省遺傳病基因檢測工程中心在江門市婦幼保健院正式掛牌成立。
2021年3月29日，通過三級甲等妇幼保健院評審。
2022年5月20日，广东首个由地级市成立的宫颈癌乳腺癌筛查中心（又称两癌筛查中心）在江门市妇幼保健院揭牌运行。
2022年11月15日評為国家三级甲等医院。

## 服務範圍
院內設有门诊、急诊、住院部等31個科，大致如下：
- 儿科
- 儿內科
- 儿外科
- 妇产科
- 放射科
- 病理科
- 生殖医学
- 中医
- 保健
- 急診
- PICU
- 體檢中心
- 遗传医学中心
- 互联网医院